# Usama Ibn Munkiz
Usama Ibn Munkiz (ur. 1095–1188 اسامة بن منقذ) – władca twierdzy Szajzar, poeta, autor pamiętnika „Kitab al-itibar” (arab. Księga pouczających przykładów).

## Życiorys
Urodził się w Szajzarze nad rzeką Orontes, twierdzy na drodze z Antiochii (ob. Antakya) do Emessy (arab. Hims), położonej między Aleppo a Hamą, w rodzinie zamożnego feudała. Młodość spędził na dworze w Damaszku, następnie w pałacu kalifa fatymidzkiego w Kairze; późniejszy okres życia – na dworze atabeka Mosulu i w twierdzy Al-Kajfa nad Tygrysem.
Odwiedził Jerozolimę, święte miejsca islamu, Mekkę i Medynę oraz Damaszek, Kair, Bagdad i Isfahan. Był zaprzyjaźniony z Imad ad-Dinem Zanki atabekiem Mosulu (1127–1146), jego następcą Nur ad-Dinem (1146-1174) oraz kalifami fatymidzkimi, Al-Hafizem (1132–1149) i Az-Zafirem (1149-1154). Poznał osobiście Boemunda II, „frankijskiego” księcia Antiochii (1111–1130), i Fulka V, króla Jerozolimy (1131–1146), a w późniejszych latach Saladyna, sułtana Egiptu, Syrii i Hidżazu (1174–1192).
Po raz pierwszy brał czynny udział w wojnie z krzyżowcami jako 15-letni młodzieniec, broniąc Szajzaru przed Tankredem, księciem Antiochii (zm. 1112), w 1110. W 1129–1138 bawił na dworze atabeka Mosulu Zanki i uczestniczył w jego wyprawach wojennych. W 1138–1144 przebywał na dworze Buridów w Damaszku. Brał aktywny udział w negocjacjach w sprawie zawarcia pokoju z królem Jerozolimy przeciw atabekowi Zanki.
W latach 1140–1143 podróżował po Palestynie, nawiązując znajomości z krzyżowcami, nawet z duchownymi. W latach 1144–1154 przebywał na dworze Fatymidów w Kairze, gdzie dostał się dzięki protekcji jednego ze swoich stryjów. Z Egiptu uciekł do Syrii, wplątany w intrygi pałacowe. Ograbiony w drodze przez krzyżowców, stracił majątek wraz z cenną biblioteką. W 1154–1164 bawił w Damaszku na dworze Nur ad-Dina, gdyż Buridzi utracili w tym czasie władzę.
W 1157 dostał wiadomość, że jego rodzinny Szajzar legł w gruzach w czasie trzęsienia ziemi, a wszyscy jego krewni, Munkizydzi, zginęli. To wówczas udało mu się odprawić hadżdż, aby ukoić ból po stracie krewnych. W 1164 zawarł znajomość z emirem zamku Al-Kajfa, koło Dijarbekiru w górnej Mezopotamii, gdzie poświęcił czas rozmyślaniom i pracy literackiej.
W latach 1174–1188 po raz trzeci osiedlił się w Damaszku, w związku z obaleniem dynastii Fatymidów i przejęciem władzy nad Egiptem i Syrią przez dynastię Ajjubidów. Należący do niej Saladyn przyjął do siebie na służbę syna Usamy, Al-Murchafa. W 1187 Saladyn zdobył Jerozolimę znajdującą się od 1099 w rękach krzyżowców.
Usama zmarł w Damaszku.

## Rękopis „Kitab al-itibar”
Pamiętniki Usamy są cennym zabytkiem literackim i historycznym. Rękopis Usamy ocalał cudem z pożogi wojennej i został odkryty przypadkiem w latach 80. XIX w. przez orientalistę francuskiego H. Derenbourga w Bibliotece Escorialu w Madrycie. Rękopis jest znacznie uszkodzony – zachowały się strony od 22 do 88. Został spisany w piśmie naschi, bez podziału na rozdziały. Rękopis przejrzał syn Usamy, Al-Murchaf, co stwierdził podpisem z datą 4 lipca 1213. Po wydaniu rękopisu przez Derenbourga w 1886 ukazały się przekłady: na francuski (1894), niemiecki (1905), angielski (1929 i 1930), oraz rosyjski (1920, II wyd. 1958). W 1927 arabską edycję po raz drugi wydał Philip K. Hitti. Autorem polskiego tłumaczenia (z 1975) jest J. Bielawski.

## Krzyżowcy oczami muzułmanina
W oczach Usamy krzyżowcy sprawiają wrażenie podobne do tego, jakie barbarzyńcy wywierali na starożytnych Grekach czy Rzymianach. Są nieokrzesani, nazbyt impulsywni, hołdujący zabobonom, reprezentujący niższy poziom kultury materialnej. Oto przykłady:
O okaleczeniu Hasanuna:
"Został on wzięty do niewoli i Frankowie zadawali mu różne tortury oraz chcieli wyłupić lewe oko. Tankred jednak – niech Allah go przeklnie – powiedział im: 'Wyłupcie mu prawe oko, aby niczego nie mógł widzieć, kiedy będzie niósł tarczę i zakryje nią lewe oko.' I wyłupili mu prawe oko, jak nakazał Tankred, i zażądali za niego tysiąc dinarów oraz czarnego konia, który należał do mojego ojca.”
O metodach leczenia Franków
"Wtedy lekarz popatrzył na kobietę i rzekł: Ta kobieta ma w głowie szatana, który się w niej zakochał. Ogolcie jej głowę [...]. Jej choroba się wzmogła, a lekarz powiedział: To szatan wszedł do jej głowy. I wziął brzytwę, zrobił jej nacięcie na głowie w kształcie krzyża i zerwał jej skórę ze środka głowy, aż ukazała się kość głowy. Następnie natarł głowę solą i kobieta zaraz zmarła.”